# 赫沃羅斯蒂夫 (科韋利區)
51°11′51″N 24°13′48″E / 51.19750°N 24.23000°E
赫沃羅斯蒂夫（羅馬化：Khvorostiv）是烏克蘭西部沃倫州科韋利區維什尼夫市鎮的村莊，始建於1583年，面積1.68平方公里，海拔高度190米，2001年該村落人口594。